# Sueños en tránsito
Albums de Nicole
Esperando nada
(1994) Grandes éxitos
(2002)
Sueños en tránsito, est le troisième album studio de Nicole. Enregistré le 1997, il sortit le 19 juin 1997.[réf. nécessaire]

## Pistes (auteurs et producteurs)
1. Cielos 4:21
Nicole/Andrés Sylleroa
2. Despiértame* 4:00
Nicole/Andrés Sylleros/Sebastián Piga
3. Noche* 2:28
Leo García
4. Todo lo que quiero* 3:09
Sara Ugarte/Claudia Parra
5. Sirenas* 5:00
Nicole/Andrés Sylleros/Sebastián Piga
6. Tuve que herirme 4:32
Sara Ugarte
7. No soy de nadie* 3:12
Carola Bony
8. Cuervos 4:17
Nicole/Andrés Sylleros/Sebastián Piga
9. Amores sin voz 3:30
Nicole/Andrés Sylleros
10. Piel lunar 3:25
Nicole/Andrés Sylleros
11. Lunas 2:24
Gustavo Cerati/Guillermo Ugarte/Andrés Sylleros/Andrés Baeza
12. Verte reír 2:34
Nicole

* Titres sortis en single